# Archanes
Archanes (in greco Αρχάνες?) è un ex comune della Grecia nella periferia di Creta (unità periferica di Candia) con 4 548 abitanti secondo i dati del censimento 2001.
È stato soppresso a seguito della riforma amministrativa, detta Programma Callicrate, in vigore dal gennaio 2011 ed è ora compreso nel comune di Archanes-Asterousia.
Il comune è importante per rilevanti scoperte archeologiche avvenute nel suo territorio. I reperti sono visitabili presso il museo archeologico di Iraklio.

## Introduzione
Il territorio del comune non è omogeneo costituendo una semplice unità amministrativa che prescinde dai suoi confini geografici. Il territorio è montuoso, collinare con qualche valle. Vi si riscontra la gola di Knosanò. La sede del municipio è ad Ano Archanes, villaggio con 3 910 abitanti posto 16 km a sud di Heraklion. Ano Archanes si trova sul luogo di un palazzo minoico esaminato dall'archeologo Arthur Evans.

## Siti archeologici

### Fourni
Fourni è il nome di una collina vicino Ano Archanes dove nel 1965 furono intrapresi scavi che hanno portato alla luce una necropoli usata dal 2.500 a.C. al 1250 a.C. Della necropoli facevano parte un'infinita varietà di tombe, anche a cupola nel cui interno furono trovati vasi in pietra e bronzo, tavolette in avorio con decorazioni in rilievo, idoli e vasi nello stile di Kamares oggi esposti al museo archeologico di Iraklio.

### Il monte Ghiouchta
Il monte Ghiouchta è stato dichiarato area archeologica protetta per via dei molti insediamenti minoici scoperti. Tra questi i più importanti sono Il santuario di Anemospilia e Il palazzo minoico di Vathypetro

#### Anemospilia
La località di Anemospilia sul versante nord del monte Ghiouchta che domina il villaggio di Acharnes fu oggetto di scavi iniziati nel 1979 sotto la guida dell'archeologo Sakellarakis. Fu portato alla luce un santuario minoico nel cui interno furono trovati scheletri che fecero supporre che nel mondo minoico vigesse la consuetudine di sacrifici umani.

#### Palazzo minoico di Vathypetro
Il palazzo minoico di Vathypetro si trova sul versante nord est del monte Ghiouchta in località Piso Livadia. Fu portato alla luce nel 1949. La sua struttura ricalcava da vicino quella dei più noti centri minoici. Il palazzo, molto vasto è databile tra il 1600 a.C. e il 1550 a.C. Un certo interesse risultò avere la cripta sotterranea (sala ipostyla) dove furono trovati macchinari per la tessitura e una zona dove veniva calpestata l'uva per produrre vino.